# 1221 (альбом)
1221 — альбом-збірка українського гурту «Океан Ельзи», випущений 7 грудня 2006 року лейблом «Moon Records». Назва диску символізує «21 хіт за 12 років» існування гурту «Океан Ельзи». До збірки входять нові версії пісень «Ото була весна», «Відчуваю» та «911 (тихий океан)».

## Композиції
| #   | Назва                    | Тривалість |
| --- | ------------------------ | ---------- |
| 1.  | «Long time ago»          | 3:48       |
| 2.  | «Вона підійшла до вікна» | 4:33       |
| 3.  | «Там, де нас нема»       | 3:29       |
| 4.  | «Поїзд «чужа любов»»     | 3:59       |
| 5.  | «Йду на дно»             | 3:35       |
| 6.  | «Янанебібув»             | 3:17       |
| 7.  | «Той день»               | 3:57       |
| 8.  | «Відпусти»               | 3:50       |
| 9.  | «Ото була весна»         | 4:48       |
| 10. | «Вставай»                | 2:57       |
| 11. | «Друг (ч.1)»             | 1:23       |
| 12. | «Друг (ч.2)»             | 4:06       |
| 13. | «Вулиця»                 | 4:49       |
| 14. | «911 (тихий океан)»      | 3:39       |
| 15. | «Майже весна»            | 4:12       |
| 16. | «Холодно»                | 3:52       |
| 17. | «Дівчина з іншого життя» | 3:40       |
| 18. | «Без бою»                | 4:20       |
| 19. | «Відчуваю (версія 2)»    | 3:58       |
| 20. | «Вище неба»              | 4:00       |
| 21. | «Не питай»               | 2:36       |